# Route nationale 226
Pour les articles homonymes, voir Route 226.
La route nationale 226 ou RN 226 était une route nationale française reliant l'échangeur n° 9 de l'A 11 à la RN 23 au sud-ouest du Mans. À la suite de la réforme de 2006, elle a été déclassée en RD 326.